# Jean-Philippe (bande originale)
Pour les articles homonymes, voir Jean-Philippe.
Albums de Johnny Hallyday
Ma vérité
(2005) Flashback Tour : palais des sports 2006
(2006)
Jean-Philippe est la BO du film homonyme de Laurent Tuel, avec Johnny Hallyday et Fabrice Luchini, dont André Manoukian a composé la musique originale. L'album sort en avril 2006.

## Historique
L'album est enregistré à Paris au studio de la Seine.

## Autour de l'album
Référence originale : CD Mercury Universal 983861-1
À l'occasion de la sortie du DVD (le 9 octobre 2006), Universal diffuse un coffret collector (référence originale : 302322-8), comprenant un 45 tours picture (mono face), avec le titre Rock'n'Roll star (référence du vinyle : Universal Music projets spéciaux H.C. 984223-9). Ce titre inédit de Johnny Hallyday, interprété en duo avec Fabrice Luchini, a été enregistré pour la scène finale du film.

## Titres
| No  | Titre                                                         | Auteur                                                    | Durée |
| --- | ------------------------------------------------------------- | --------------------------------------------------------- | ----- |
| 1.  | Rock'n'Roll star (Johnny Hallyday & Fabrice Luchini)          | Michel Mallory                                            | 4:24  |
| 2.  | Ready Teddy (Johnny Hallyday - maquette 1959)                 | Robert Blackwell - John Marascalco                        | 1:01  |
| 3.  | Ton petit ours en peluche (Johnny Hallyday - maquette 1959)   | B. Lowenthal - K. Mann - Jean Poterat (adaptation)        | 1:48  |
| 4.  | Ce sont des gosses (Johnny Hallyday - maquette 1959)          | L Roberts - R. Rougeaud                                   | 3:09  |
| 5.  | Love Is Strange (Johnny Hallyday - maquette 1959)             | Baker Mc Houston - S. Robinson - E. Mac Daniels - G. Krom | 1:32  |
| 6.  | Tutti frutti (Johnny Hallyday - maquette 1959)                | Dorothy LaBostrie - J. Lubin - Richard Penniman           | 1:43  |
| 7.  | L'idole des jeunes (Johnny Hallyday - 1962)                   | Jack Lewis - Ralph Bernet (adaptation)                    | 2:30  |
| 8.  | My very first love (Michel Mallory)                           | Laurent Tuel - Michel Mallory                             | 1:41  |
| 9.  | À la recherche de Mr Smet (instrumenal, Jean-Jacques Milteau) | André Manoukian                                           | 2:42  |
| 10. | La musique que j'aime (Johnny Hallyday - 1973)                | Michel Mallory - Johnny Hallyday                          | 5:07  |
| 11. | Quelque chose de Tennessee (version film)                     | Michel Berger                                             | 1:59  |
| 12. | Quelque chose de Tennessee (version originale 1985)           | Michel Berger                                             | 4:11  |
| 13. | Backstage (instrumental)                                      | André Manoukian                                           | 3:13  |
| 14. | L'envie (version live stade de France 1998)                   | Jean-Jacques Goldman                                      | 4:36  |
| 15. | Marie (version live parc des Princes 2003)                    | Gérald de Palmas                                          | 4:15  |
| 16. | Allumer le feu (version live parc des Princes 2003)           | Zazie - Pierre Jaconelli - Pascal Obispo                  | 6:01  |
| 17. | Une autre dimension (instrumental)                            | André Manoukian                                           | 2:06  |
| 18. | Le destin retrouvé (instrumental)                             | André Manoukian                                           | 1:42  |
| 19. | Confession (instrumental)                                     | André Manoukian                                           | 3:56  |
| 20. | Le sacre de Fabrice (instrumental)                            | André Manoukian                                           | 3:00  |

## Musiciens
| - Stéphane Moucha, John Bell : orchestrations - Nick Ingman : direction orchestre symphonique - Rolf Wilson : premier violon - Pail Bateman : direction des chœurs - André Manoukian : keyboards et programmation | Pour le titre À la recherche de Mr Smet : - Jean-Jacques Milteau : harmonica - Michel-Yves Kochmann : guitare - Laurent Vernerey : basse - Christophe Deschamps : batterie |